# Санниківське сільське поселення
Са́нниківське сільське поселення (рос. Санниковское сельское поселение) — сільське поселення у складі Ульчського району Хабаровського краю Росії.
Адміністративний центр — село Великі Санники.

## Населення
Населення сільського поселення становить 305 осіб (2019; 392 у 2010, 653 у 2002).

## Склад
До складу сільського поселення входять:
| Населений пункт      | Населення, осіб (2002) | Населення, осіб (2010) |
| -------------------- | ---------------------- | ---------------------- |
| Великі Санники, село | 653                    | 392                    |
| Тулінське, село      | 0                      | 0                      |